# Nicolas Susana

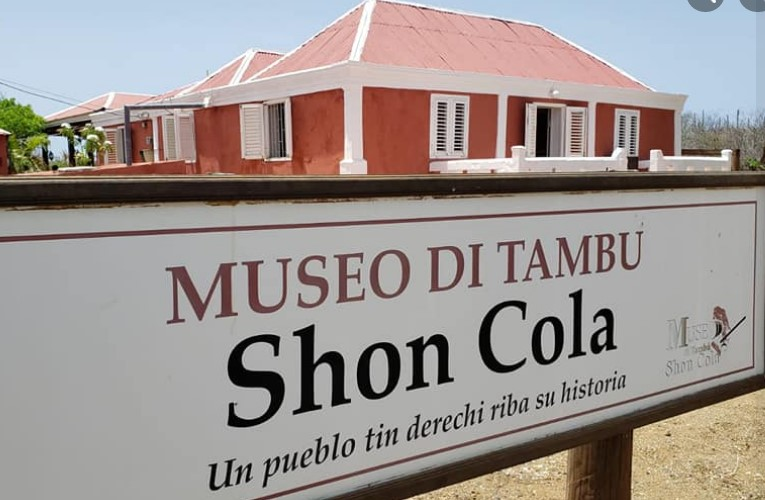
Tambe Museum vernoemd naar Shon Cola.

Nicolas Obispu Susana (Westpunt, 18 december 1916–20 april 2003), beter bekend als Shon Colá, was een Curaçaos Tambú-zanger (pap.: kantadó di tambú). Met zijn muziek stelde hij de gebeurtenissen in de Curaçaose gemeenschap ter discussie. Hij bezat een opmerkelijke stem en had een groot improvisatievermogen. Hij wordt thans beschouwd als de grootste zanger die de tambumuziekgenre voortgebracht heeft.
Het Tambú Museum Shon Cola, een museum op Curaçao dat over de geschiedenis van de tambu gaat, is naar hem vernoemd.

## Levensloop
Susana werd geboren in Westpunt (Curaçao) in een familie van zangers. Zijn vader was een kantadó di salve (een begrafeniszanger die religieuze liederen in gebroken Latijns zingt) en zijn moeder, Seferina Susana (Sefe), was een tambuzangeres. Susana's zangcarrière begon in de band Melodium Boys. Deze speelde Cubaanse liedjes van Curaçaose werknemers die van de suikerrietvelden in Cuba waren teruggekeerd. Susana zong ook vele jaren in het kerkkoor van Janwé. In 1933 maakte Shon Colá zijn debuut als tambuzanger bij Sabelita di Bartó, in Hanch'i Punda. Op een gegeven moment is hij zijn eigen groep begonnen.
Hij produceerde in 1947 Curaçao's eerste plaat met Tambumuziek. In 1982 ontving Susana voor zijn bijdrage aan de ontwikkeling van de tambumuziek de Cola Debrotprijs, de meest prestigieuze cultuurprijs van de Nederlandse Caribiën. 

## Discografie
- 1982: Musika Krioyo di Kòrsou, Kola i su grupo di tambú (CD).
- 1988: Kompilashon Tambú di Kòrsou, Kola i su grupo di tambú (CD)